# 경험적 누적 분포 함수
확률론과 통계학에서 경험적 (누적) 분포 함수(經驗的累積分布函數, 영어: empirical (cumulative) distribution function) 또는 표본 (누적) 분포 함수(標本累積分布函數, 영어: sample (cumulative) distribution function)는 반복된 시행을 통해 확률 변수가 일정 값을 넘지 않을 확률을 유추하는 함수이다. 글리벤코-칸텔리 정리(영어: Glivenko–Cantelli theorem)에 따르면, 독립 동일 분포 확률 변수의 열의 경험적 누적 분포 함수는 거의 확실하게 실제 누적 분포 함수로 균등 수렴한다.

## 정의
확률 공간 {\displaystyle (\Omega ,{\mathcal {F}},\operatorname {Pr} )} 위의 {\displaystyle n}개의 동일 분포 확률 변수
{\displaystyle X_{1},X_{2},\dots ,X_{n}\colon \Omega \to (\mathbb {R} ,{\mathcal {B}}(\mathbb {R} ))}
의 경험적 누적 분포 함수는 다음과 같다.
{\displaystyle F_{n}\colon \Omega \times \mathbb {R} \to [0,1]}
{\displaystyle F_{n}\colon (\omega ,x)\mapsto n^{-1}\sum _{k=1}^{n}1_{(-\infty ,x]}(X_{k}(\omega ))}

## 성질

### 점근적 성질
확률 공간 {\displaystyle (\Omega ,{\mathcal {F}},\operatorname {Pr} )} 위의 독립 동일 분포 확률 변수의 열
{\displaystyle X_{1},X_{2},X_{3},\dots \colon \Omega \to (\mathbb {R} ,{\mathcal {B}}(\mathbb {R} ))}
이 주어졌다고 하자. 또한, {\displaystyle F}가 공통의 (우연속) 누적 분포 함수라고 하고, {\displaystyle F_{n}}이 {\displaystyle (X_{1},\dots ,X_{n})}의 경험적 누적 분포 함수라고 하자. 글리벤코-칸텔리 정리에 따르면, 다음이 성립한다.
{\displaystyle \operatorname {Pr} \left(\left\{\omega \in \Omega \colon \lim _{n\to \infty }\sup _{x\in \mathbb {R} }|F_{n}(\omega ,x)-F(x)|=0\right\}\right)=1}
즉, {\displaystyle F_{n}}은 거의 확실하게 {\displaystyle F}로 균등 수렴한다.
증명:
큰 수의 강법칙에 따라, 임의의 {\displaystyle x\in \mathbb {R} }에 대하여,
{\displaystyle F_{n}(x)=n^{-1}\sum _{k=1}^{n}1_{(-\infty ,x]}(X_{k})}
{\displaystyle F_{n}(x^{-})=n^{-1}\sum _{k=1}^{n}1_{(-\infty ,x)}(X_{k})}
는 각각 거의 확실하게 {\displaystyle F(x)}와 {\displaystyle F(x^{-})}로 수렴한다.
이제, 각 {\displaystyle j=1,2,3,\dots }에 대하여,
{\displaystyle x_{i,j}=\inf\{x\in \mathbb {R} \colon F(x)\geq i/j\}\qquad (i=1,2,\dots ,j-1)}
{\displaystyle x_{0,j}=-\infty }
{\displaystyle x_{j,j}=\infty }
라고 하자. 그렇다면 거의 모든 {\displaystyle \omega \in \Omega }에 대하여,
{\displaystyle |F_{n}(\omega ,x_{i,j})-F(x_{i,j})|\leq j^{-1}\qquad \forall i=0,1,\dots ,j,\;n\geq N(j,\omega )}
{\displaystyle |F_{n}(\omega ,{x_{i,j}}^{-})-F({x_{i,j}}^{-})|\leq j^{-1}\qquad \forall i=0,1,\dots ,j,\;n\geq N(j,\omega )}
인 {\displaystyle N(j,\omega )}가 존재한다. 따라서, 각 {\displaystyle i=1,2,\dots ,j} 및 {\displaystyle x\in (x_{i-1,j},x_{i,j})} 및 {\displaystyle n\geq N(j,\omega )}에 대하여, 다음이 성립한다.
{\displaystyle F_{n}(\omega ,x)\leq F_{n}(\omega ,{x_{i,j}}^{-})\leq F({x_{i,j}}^{-})+j^{-1}\leq F(x_{i,j})+2j^{-1}\leq F(x)+2j^{-1}}
{\displaystyle F_{n}(\omega ,x)\geq F_{n}(\omega ,x_{i-1,j})\geq F(x_{i-1,j})-j^{-1}\geq F({x_{i,j}}^{-})-2j^{-1}\geq F(x)-2j^{-1}}
즉, 거의 확실하게
{\displaystyle \sup _{x\in \mathbb {R} }|F_{n}(x)-F(x)|\leq 2j^{-1}\qquad \forall n\geq N(j,\omega ),\;j=1,2,3,\dots }
이다.

## 역사
글리벤코-칸텔리 정리는 발레리 이바노비치 글리벤코(러시아어: Вале́рий Ива́нович Гливе́нко)와 프란체스코 파올로 칸텔리(이탈리아어: Francesco Paolo Cantelli)의 이름을 땄다.

## 같이 보기
- 스코로호드 공간
- 카플란-마이어 생존분석

## 참고 문헌
1. ↑  Tucker, Howard G. (1959년 9월). “A Generalization of the Glivenko-Cantelli Theorem”. 《The Annals of Mathematical Statistics》 (영어) 30 (3): 828–830. ISSN 0003-4851. JSTOR 2237422.
2. ↑  Durrett, Rick (2019). 《Probability: Theory and Examples》 (PDF). Cambridge Series in Statistical and Probabilistic Mathematics (영어) 5판. Cambridge: Cambridge University Press. doi:10.1017/9781108591034. ISBN 978-1-108-47368-2.